# Iršavská městská komunita
Iršavská městská komunita (ukrajinsky Іршавська міська громада nebo také Іршавська міська об'єднана територіальна громада) je územní společenství v okrese Chust v centrální části Zakarpatské oblasti Ukrajiny. Rozloha tohoto územního společenství činí 309.5 km2. V roce 2020 zde žilo 35893 obyvatel. Správním centrem je město Iršava. Kromě tohoto města jsou v této komunitě tato sídla:
1. Brid (ukrajinsky Брід)
2. Velyka Roztoka (ukrajinsky Велика Розтока)
3. Deškovycja (ukrajinsky Дешковиця)
4. Duby (ukrajinsky Дуби)
5. Dubrivka (ukrajinsky Дубрівка)
6. Zahaťťa (ukrajinsky Загаття)
7. Ivaškovycja (ukrajinsky Івашковиця)
8. Ilnica (ukrajinsky Ільниця)
9. Klymovycja (ukrajinsky Климовиця)
10. Kobalevycja (ukrajinsky Кобалевиця)
11. Krajnja Martynka (ukrajinsky Крайня Мартинка)
12. Loza (ukrajinsky Лоза)
13. Lokiť (ukrajinsky Локіть)
14. Mala Roztoka (ukrajinsky Мала Розтока)
15. Osij (ukrajinsky Осій)
16. Pidhirne (ukrajinsky Підгірне)
17. Smolohovycja (ukrajinsky Смологовиця)
18. Sobatyn (ukrajinsky Собатин)
19. Čornyj Potik (ukrajinsky Чорний Потік)